# Cheumatopsyche lestoni
Cheumatopsyche lestoni är en nattsländeart som beskrevs av Gibbs 1973. Cheumatopsyche lestoni ingår i släktet Cheumatopsyche och familjen ryssjenattsländor. Inga underarter finns listade i Catalogue of Life.